# Гленн, Пьер-Вильям
Пьер-Вильям Гленн (фр. Pierre-William Glenn; 31 октября 1943, Париж — 24 сентября 2024) — французский кинооператор и режиссёр.

## Биография
Окончил Институт кинематографии (IDHEC). Был ассистентом у В.Любчанского. Работал с крупнейшими режиссёрами новой волны, а также с мастерами американского кино, снял более 70 лент. Одним из первых во Франции начал снимать на плёнку Fujifilm, стал использовать стедикам. Один из основателей Ассоциации кинооператоров Франции, в 1997—1999 годах был её президентом. Преподавал в Институте кинематографии (La Fémis).
Имел чёрный пояс по карате и айкидо.
Умер 24 сентября 2024 года в возрасте 80 лет.

## Избранная фильмография

### Оператор
- 1967 : Juliet dans Paris (Клод Миллер, короткометражный)
- 1969 : Camarades (Марин Кармиц)
- 1969 : Полина уходит/ Paulina s’en va (Андре Тешине)
- 1970 : Out one (Жак Риветт)
- 1970 : Un aller simple (Жозе Джованни)
- 1970 : La Question ordinaire (Клод Миллер, короткометражный)
- 1970 : Vitesse oblige (Жак Дуайон, короткометражный)
- 1971 : Camille ou la comédie catastrophique (Клод Миллер, короткометражный)
- 1971 : Où est passé Tom? (Жозе Джованни)
- 1971: Wheel of Ashes (Питер Голдман)
- 1972 : Осадное положение/ État de siège (Коста-Гаврас)
- 1972 : Американская ночь/ La Nuit américaine (Франсуа Трюффо)
- 1972 : Такая красотка, как я/ Une belle fille comme moi (Франсуа Трюффо)
- 1973 : La Femme de Jean (Янник Беллон)
- 1973 : Франция, акционерное общество/ France société anonyme (Ален Корно)
- 1973 : Часовщик из Сен-Поля/ L’Horloger de Saint-Paul (Бертран Тавернье)
- 1974 : Убитая девушка/ La Jeune fille assassinée (Роже Вадим)
- 1974 : Пусть начнётся праздник/ Que la fête commence (Бертран Тавернье)
- 1975 : Карманные деньги / L’Argent de poche (Франсуа Трюффо)
- 1975 : Судья и убийца/ Le Juge et l’Assassin (Бертран Тавернье)
- 1975 : Свадебное путешествие/ Le Voyage de noces (Надин Трентиньян)
- 1976 : Comme un boomerang (Жозе Джованни)
- 1976 : Групповой портрет с дамой/ Portrait de groupe avec dame (Александр Петрович)
- 1977 : L’Amour violé (Янник Беллон)
- 1977 : Угроза/ La Menace (Ален Корно)
- 1978 : Сперва получи аттестат/ Passe ton bac d’abord (Морис Пиала)
- 1978 : Чёрная серия/ Série noire (Ален Корно)
- 1979 : Extérieur, nuit (Жак Браль, премия МКФ в Локарно за лучшую операторскую работу)
- 1979 : Маленький роман/A Little Romance (Джордж Рой Хилл)
- 1979 : Прямой репортаж о смерти/ La Mort en direct (Бертран Тавернье, номинация на премию Сезар за операторскую работу)
- 1980 : Лулу/ Loulou (Морис Пиала)
- 1980 : Allons z’enfants (Ив Буассе)
- 1980 : Une semaine de vacances (Бертран Тавернье)
- 1981: Шок/ Le Choc (Робин Дэвис, Ален Делон)
- 1981 : Выбор оружия/ Le Choix des armes (Ален Корно)
- 1981 : Безупречная репутация/ Coup de torchon (Бертран Тавернье)
- 1981 : Северная звезда/ L'Étoile du Nord (Пьер Гранье-Дефер)
- 1982 : Миссисипи блюз/ Mississippi Blues (Бертран Тавернье, Роберт Пэрриш)
- 1983 : Цена риска/ Le Prix du danger (Ив Буассе)
- 1983 : La Crime (Филипп Лабро)
- 1988 : Street of No Return (Сэмюэл Фуллер)
- 1989 : Сухой белый сезон/ Une saison blanche et sèche (Юзан Пальси)
- 1989 : Les Enfants du désordre (Янник Беллон)
- 1991 : L’Affût (Янник Беллон)
- 1993: A Captive in the Land (Джон Берри)
- 1993: Amour fou (Роже Вадим, телевизионный)
- 1996: Mon père avait raison (Роже Вадим, телевизионный)
- 1996: La nouvelle tribu (Роже Вадим, телевизионный)
- 1997 : Случайности и закономерности/ Hasards ou coïncidences (Клод Лелуш)
- 1998 : Fait d’hiver (Робер Энрико)
- 2001 : А теперь, дамы и господа/ And now… Ladies and Gentlemen (Клод Лелуш)
- 2002 : 11 сентября, эпизод «Франция» /11’09"01 (Клод Лелуш)
- 2003 : Cette femme-là (Гийом Никлу)
- 2005: Un fil à la patte (Мишель Девиль)

### Режиссёр
- 1970 : Pourquoi pas ? (короткометражный)
- 1974 : Le Cheval de fer (по собственному сценарию, документальный)
- 1984 : Разъярённые/ Les Enragés (с участием Фанни Ардан)
- 1987 : Terminus (по собственному сценарию, с участием Карен Аллен, Джонни Холлидея и Юргена Прохнова)
- 1992 : 23:58 (также продюсер, с участием Жана-Франсуа Стевенена)
- 1994 : Le Renard ailé (телевизионный)
- 2009 : Групповой портрет с детьми и мотоциклами/ Portrait de groupe avec enfants et motocyclettes (документальный)
- 2010: Печальная и одинокая смерть Эдгара Аллана По/ The Sad and Lonely Death of Edgar Allan Poe (по собственному сценарию, короткометражный)

## Признание
Кавалер французских орденов «За заслуги» и Искусств и литературы.